# André Simon
André Simon (Parijs, 5 januari 1920 – Évian-les-Bains, 11 juli 2012) was een autocoureur uit Frankrijk. Tussen 1951 en 1957 nam hij deel aan 12 Grands Prix Formule 1 voor de teams Gordini, Ferrari, Maserati en Mercedes-Benz, maar scoorde hierin geen WK-punten.